# Ron Jones
Ron Jones (Kansas City (Kansas), 7 juli 1954) is een Amerikaans componist. Hij heeft muziek geschreven voor verschillende tv-series zoals Star Trek: The Next Generation, DuckTales, American Dad! en Family Guy. Hij is ook de geschiedenisleraar in The Third Wave

## Tv-series
- 1987 - 1988 DuckTales - The Walt Disney Company
- 1987 - 1991 Star Trek: The Next Generation - Paramount Pictures
- 1988 Superman - Ruby-Spears Productions
- 1989 - 1992 Chip 'n Dale Rescue Rangers - The Walt Disney Company
- 1999 - heden Family Guy - Fox Broadcasting Company
- 2001 - 2017 The Fairly OddParents - Nelvana/Nickelodeon/Frederator Films
- 2005 - heden American Dad! - Fox Broadcasting Company

## Films
- 1970 One Hundred and One Dalmatians
- 1990 DuckTales: Treasure of the Lost Lamp
- 2000 Casper's Haunted Christmas
- 2003 The Fairly OddParents in: Abra Catastrophe!